# Gualdo Cattaneo

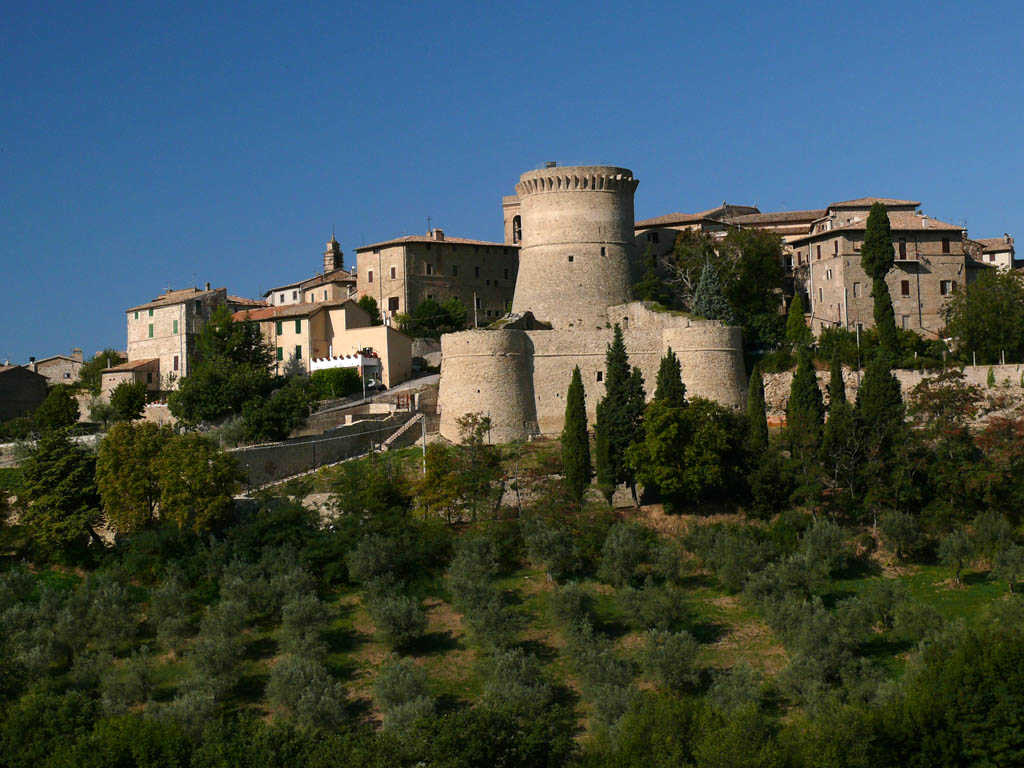
Kasteel

Gualdo Cattaneo is een gemeente in de Italiaanse provincie Perugia (regio Umbrië) en telt 6251 inwoners (31-12-2004). De oppervlakte bedraagt 96,7 km², de bevolkingsdichtheid is 65 inwoners per km². Op het grondgebied liggen onder andere een klein vliegveld (Aviosuperficie Sagrantino) en de energiecentrale 'Il Perugino' van ENEL, die echter al jaren is stilgelegd. Gualdo Cattaneo is ook bekend als een van de vier gemeenten waar de druiven voor de Sagrantino-wijn mogen vandaan komen.

## Demografie
Gualdo Cattaneo telt ongeveer 2233 huishoudens. Het aantal inwoners steeg in de periode 1991-2001 met 2,9% volgens cijfers uit de tienjaarlijkse volkstellingen van ISTAT.
| Jaar | Inwoneraantal |
| ---- | ------------- |
| 1991 | 5883          |
| 2001 | 6056          |

## Geografie
De gemeente ligt op ongeveer 446 m boven zeeniveau.
Gualdo Cattaneo grenst aan de volgende gemeenten: Bettona, Bevagna, Cannara, Collazzone, Giano dell'Umbria, Massa Martana, Montefalco en Todi.
Assisi · Bastia Umbra · Bettona · Bevagna · Campello sul Clitunno · Cannara · Cascia · Castel Ritaldi · Castiglione del Lago · Cerreto di Spoleto · Citerna · Città della Pieve · Città di Castello · Collazzone · Corciano · Costacciaro · Deruta · Foligno · Fossato di Vico · Fratta Todina · Giano dell'Umbria · Gualdo Cattaneo · Gualdo Tadino · Gubbio · Lisciano Niccone · Magione · Marsciano · Massa Martana · Monte Castello di Vibio · Monte Santa Maria Tiberina · Montefalco · Monteleone di Spoleto · Montone · Nocera Umbra · Norcia · Paciano · Panicale · Passignano sul Trasimeno · Perugia · Piegaro · Pietralunga · Poggiodomo · Preci · San Giustino · Sant'Anatolia di Narco · Scheggia e Pascelupo · Scheggino · Sellano · Sigillo · Spello · Spoleto · Todi · Torgiano · Trevi · Tuoro sul Trasimeno · Umbertide · Valfabbrica · Vallo di Nera · Valtopina
1. ↑  https://demo.istat.it/?l=it.